# Pustý hrad (Sklené Teplice)
Pustý hrad (též Teplica, Sklenoteplický hrad nebo Červený hrad) je zřícenina hradu, která se nachází západně nad obcí Sklené Teplice v okrese Žiar nad Hronom. Nachází se na strmém kopci v nadmořské výšce 629 metrů. Přesná doba založení hradu není známa. Podle provedeného archeologického výzkumu se předpokládá jeho založení v druhé polovině 13. století. V roce 1456 se ho zmocnila vojska Jana Jiskry z Brandýsa. V bojích s polským králem Kazimírem IV. byl v roce 1471 poškozen a následně v roce 1489 obnoven. Zánik hradu se odhaduje v průběhu 17. století. Stavební materiál z rozpadajících se ruin hradu byl v letech 1807–1810 použit na stavbu kostela v Sklených Teplicích.